# Резолюция 87 на Съвета за сигурност на ООН
Резолюция 87 на Съвета за сигурност на ООН е приета на 29 септември 1950 г. по повод изявленията на Народна република Китай за военна инвазия на остров Тайван.
С Резолюция 87 Съветът за сигурност подчертава, че смята за свой дълг да разследва всяка ситуация, която може да породи международно напрежение или международен конфликт, с цел да установи дали съществува реална заплаха за мира и сигурността, и изтъква, че при наличието на протест срещу подобни ситуации той има право да изслушва протестиращата страна. Изхождайки от тези съображения и вземайки предвид декларацията на Народна република Китай за въоръжена инвазия на остров Тайван (Формоза), Съветът за сигурност решава да отложи разглеждането на този въпрос до първото си заседание след 15 ноември 1950 г. и да покани представители на правителствата на Народна република Китай и Тайван да присъстват на разискванията по въпроса, които ще се проведат на това заседание.
Резолюция 87 е приета с мнозинство от 7 гласа „за“ срещу 3 гласа „против“ от страна на Република Китай, Куба и САЩ, и 1 въздържал сe - Египет.